# 海滩站巴士终站
海滩站巴士终站（也称为海滩站换乘枢纽）是位于新加坡圣淘沙岛的一个巴士终站。它位于同名单轨车站——圣淘沙捷运海滩站旁边，以及在圣淘沙捷运单轨列车车厂的下面。该巴士终站是居民和游客的重要交通枢纽，可通往圣淘沙岛的各个景点、酒店和住宅区。

## 历史
建设海滩站巴士总站的计划起源于圣淘沙早起的发展。 70年代，新加坡政府计划将这座岛屿打造成一个主要旅游景点。为了配合这个理想，圣淘沙发展公司（SDC）于1972 年成立 ，负责圣淘沙的发展和管理。
多年来，随着圣淘沙越来越受旅客们的欢迎，对交通服务的需求也随之增长。为了应对不断增加的游客数量，圣淘沙单轨列车于 1987 年开始运营。  但在 2000 年代，由于维修成本增加和服务质量变差，它停止运营。后来，为了满足游客的需求，圣淘沙捷运于2007年1月15日开始服务，海滩站巴士终站也同时开幕。

### 圣淘沙巴士重组
最初，圣淘沙岛内巴士的终点就是海滩站巴士终站，例如圣淘沙1和2号巴士（服务于西乐索角和圣淘沙名胜世界） ，以及圣淘沙3号巴士（服务于圣淘沙湾和新加坡圣淘沙索菲特水疗度假酒店）。然而，经过重组，1号巴士更名为A巴士，3号巴士则更名为B巴士，路线相同，但不再会经过索菲特水疗度假酒店。1、2和3号巴士于2017年7月29日停止运营，A和B巴士于次日开始运营。路线相同，更名为C巴士的2号巴士在2019年10月1日开始运营。
2017年7月30日，123号巴士服务延伸至海滩站巴士终站。这是第一条也是目前唯一一条服务圣淘沙的大陆干线巴士服务。  123号巴士属于红山巴士配套。

## 线路
| 路线编码       | 终站                        | 路线类型 | 业者     |
| -------------- | --------------------------- | -------- | -------- |
| 圣淘沙A巴士    | 圣淘沙名胜世界 - B1（环线） | 一般     | 康福德高 |
| 圣淘沙B巴士    | 圣淘沙弯村（环线）          | 一般     | 康福德高 |
| 圣淘沙C巴士    | 圣淘沙名胜世界 - B1（环线） | 一般     | 康福德高 |
| 圣淘沙D巴士    | 港湾地铁站/怡丰城           | 一般     | 康福德高 |
| 123            | 红山巴士转换站              | 一般     | 新捷运   |
| 圣淘沙海滩电车 | 西乐索角，丹戎海滩（环线）  | 电车     | 康福德高 |